# 芬兰伊斯兰教
芬兰伊斯兰教是十九世纪时鞑靼人带来的，20世纪时有更多穆斯林来到，1999年时芬兰大约有两万穆斯林。
鞑靼人多数以軍人与贸易商身分来到芬兰，多数以家人一起來到。芬兰伊斯兰協会成立于1925年，会员多数是突厥人。多数清真寺建在赫尔辛基。

## 人数
人数最多是鞑靼为主体的突厥人(10000)，第二是索马里人(4700)，第三是阿拉伯人(2600)，第四是波斯人(1700)，第五是科索沃人(1000)，巴基斯坦有200人左右，人数最少是泰国穆斯林，只有40人。
2010年6月7日，居住在芬兰的穆斯林展开了大规模的械斗。一方是索马里人，一方是土耳其和伊拉克等地的穆斯林移民。土耳其芬兰友好协会会长指出，在芬兰的土耳其和索马里人的关系一直比较紧张。
芬兰穆斯林大多数为难民后代，在芬兰失业率较高，给芬兰社会带来了一定的困难。阿富汗和伊拉克移民失业率高达61％；索马里移民失业率为55％。
這些問題更促成了極右翼政黨正统芬兰人党的崛起。並在歐洲移民危機之後以反移民為口號開始抬頭。